# Şambali
Şambali o Şam tatlısı són unes postres turques. Es fan amb sèmola i són similars al revani però en l'elaboració s'utilitzen també melasses. Se serveixen amb pinyons per sobre les porcions.
És un menjar tradicionalment venut pels carrers de Turquia, a carros especials amb vitrines i empesos pels venedors, tal com el midye dolma o el nohutlu pilav (pilav amb cigrons).